# آب انبار حاج حسن سرایان
آب انبار حاج حسن در حاشیهٔ خیابان امام خمینی واقع و در گذشته در محلهٔ دروازه مویی قرار داشته است. این بنا فاقد سنگ لوح یا هرگونه کتیبه ای با زمان ساخت است، اما با مقایسه معماری آن با سایر آب انبارها، این بنا به احتمال زیاد به دوره صفوی تعلق دارد.

## معماری
جهت ساخت بنا در راستای شمالی جنوبی و ورودی آن در جهت شرق است. وضعیت موجود بنا شامل پلکان ارتباطی، پاشیر، مخزن و پوشش مخزن است. بنا دارای سردر ورودی بوده که تخریب شده و سردر فعلی در طی مرمت چند سال اخیر با آجر و به صورت ساده تعمیر شده است. کف ایوان سه پله پایین‌تر از کف خیابان است. این آب انبار نسبت به سایر آب انبارهای سرایان دو ویژگی مهم دارد؛ اول این که، فضای ورودی با دو پیچ ۹۰ درجه به پاشیر ختم می‌شود. اولین پیچ در داخل ایوان و دومین پیچ در پله دوازده به بعد قراردارد. پلکان ورودی تا پله ۱۲ به دلیل این که تخریب گردیده و طی عملیات مرمتی همراه با سردر از نو تعمیر شده، نسبت به بقیه پلکان دارای شیب تندتری است. دوم این که بر خلاف سایر آب انبارها که پلکان ورودی به پاشیر، دارای پوشش ضربی است؛ این پلکان با طاق جناغی و با پوشش آجرکاری به صورت خفته و راسته ساخته شده است. در ساخت پله‌ها از آجر به صورت راسته چین استفاده شده است. این آب انبار در مجموع ۳۳ پله دارد و بعد از طی کردن پلکان، فضای پاشیر قرار دارد. کف پاشیر آجرفرش و چهار طرف آن با طاق نماهایی با قوس جناغی تزئین یافته و در قسمت وسط پوشش پاشیر، نورگیر مربع شکل برای روشنایی و تهویه فضای داخل پاشیر تعبیه شده که امروزه مسدود است. پاشیر با پوشش چهارترک بر روی چهار قوس جناغی ساخته شده است. فضای مخزن آب انبار با پلان دایره و به صورت استوانه ای در داخل زمین قرار دارد. پوشش فضای مخزن گنبدی است که قسمت پایین آن با آجر و به صورت گردچین اجرا شده و قسمت بالایی آن به صورت آجرفرش است. پوشش مخزن از روی سطح زمین شروع می‌شود و مخزن یا تنوره در زمین قرار دارد. در قسمت شمال شرقی و جنوب غربی گنبد مخزن (قسمت گریو یا ساقه گنبد) دریچه ای برای خروج و ورود آب در هنگام آبگیری تعبیه شده است.

## مرمت بنا
این بنا در حاشیه خیابان امام خمینی (ره) شهر قرار گرفته و در وضعیت موجود شامل سردر ورودی، پلکان ارتباطی از سردر به پاشیر، پاشیر، مخزن و پوشش مخزن است. به‌علت تعریض خیابان امام خمینی (ره) سردر اصلی بنا تخریب شده و با تغییر مسیر ال شکل پلکان به سمت جنوب بنا، سردر ورودی جدیدی برای بنا احداث شده است. بنای تاریخی آب‌انبار حاج حسن هنوز فعال است و با توجه به قرارگیری در حاشیه خیابان اصلی شهر بسیار مورد توجه و استفاده است.
محوطه سازی اطراف بنا و فاصله بین سردر ورودی و مخزن شامل خاکبرداری اطراف بنا، زیرسازی و سنگ‌فرش اطراف بنا و آجر فرش دور تا دور مخزن و مسیر راهرو آب انبار و پیش‌بینی فضای سبز و ساخت سکوهای استراحت از اقدامات مرمتی انجام شده در این بنای تاریخی است.